# Hans Leisegang
Hans Leisegang (* 13. März 1890 in Blankenburg (Thüringen); † 5. April 1951 in Berlin) war ein deutscher Philosoph, Physiker und Autor.

## Werdegang

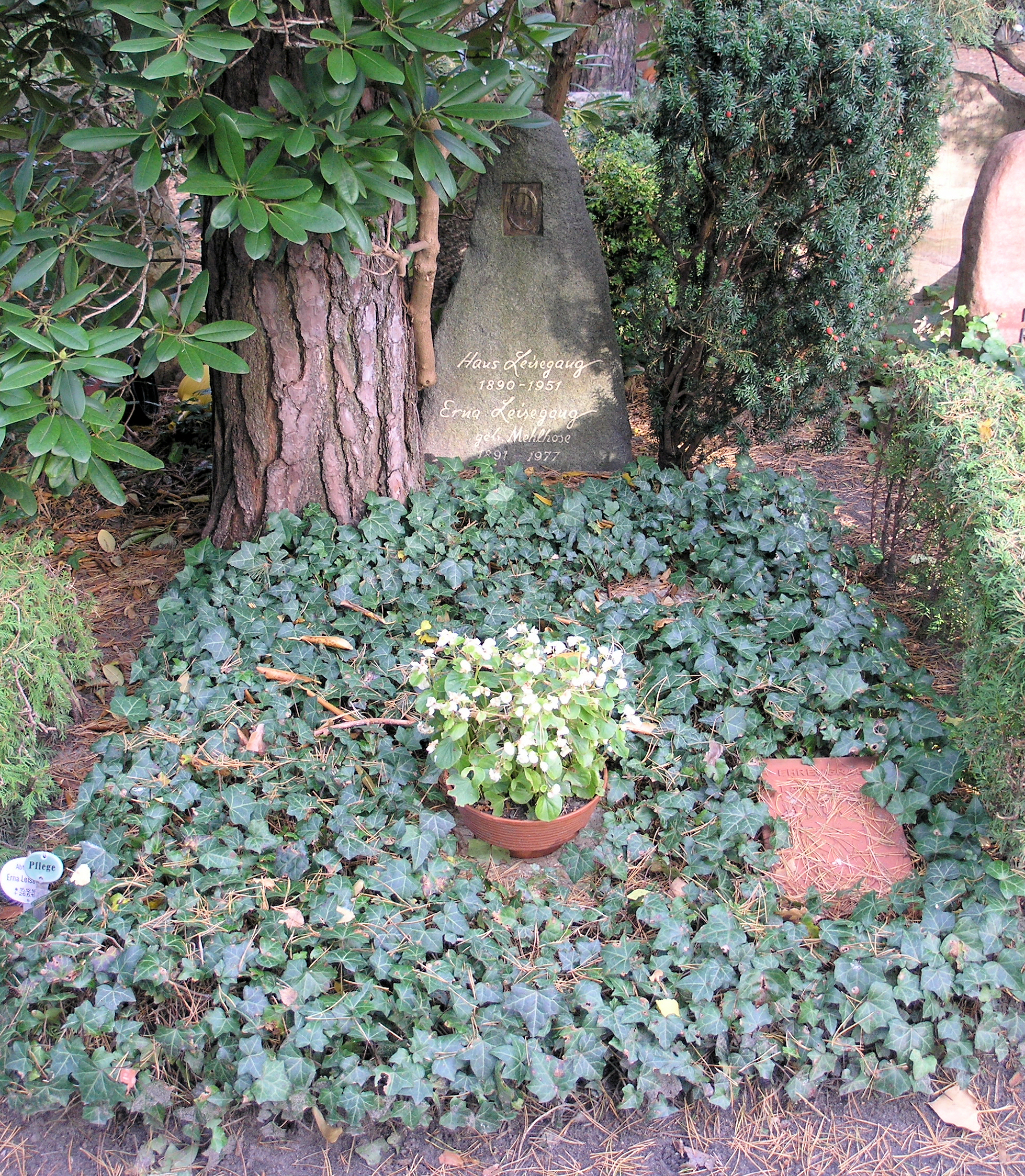
Ehrengrab, Hüttenweg 47, in Berlin-Dahlem

Während seines Studiums wurde Leisegang Mitglied beim Verein Deutscher Studenten Straßburg-Hamburg und beim Verein Deutscher Studenten Leipzig. Leisegang promovierte 1911 zum Dr. phil. in Straßburg mit der Arbeit „Die Raumtheorie im späteren Platonismus, insbesondere bei Philon und den Neuplatonikern“ (veröffentlicht 1912). 1920 folgte die Habilitation und die Lehrerlaubnis für Philosophie, Pädagogik und Psychologie an der Universität Leipzig. Er wurde dort außerordentlicher Professor (1925); darauf in Jena ordentlicher Professor (1930). Leisegang wurde aus politischen Gründen mehrfach seines Professorenamtes enthoben. Auf seine Äußerung 1934 auf dem Jenaer Marktplatz über Hitlers Trauerrede auf Hindenburg, es sei eine Herabwürdigung Hindenburgs, „daß ein Gefreiter dem Generalfeldmarschall die Grabrede halte“, folgte seine Suspendierung und Inhaftierung (1934/35).
Leisegang studierte dann Physik, promovierte 1942 zum Dr. rer. nat. und arbeitete als technischer Physiker. 1945 als Professor der Philosophie an der Universität Jena eingesetzt, entließ man ihn 1948 aufgrund seiner Kritik an der SBZ. Daraufhin ging er nach West-Berlin und wurde als Ordinarius für Philosophie an die Freie Universität Berlin berufen. Seit 1948 war er Mitglied der Sächsischen Akademie der Wissenschaften. Er starb nach Vollendung seines 61. Lebensjahres an einer Herzkrankheit.
Leisegang wurde auf dem Waldfriedhof Dahlem in Berlin-Dahlem beigesetzt. Die Grabstätte war von 1994 bis 2015 als Ehrengrab des Landes Berlin gewidmet.

## Werke
Leisegangs bedeutendstes Werk ist nach Folker Siegert die auf Griechisch geschriebene und bis dato nicht übersetzte, in zwei Bänden erschienene Sammlung der „Indices ad Philonis Alexandrini opera“, ein Index für die sechsbändige Urtextausgabe Philons von Alexandria. Leisegang begann mit religionsphilosophischen Arbeiten und Studien zum hellenistischen Denken, um sich dann der Analyse von „Denkformen“ bei Aristoteles, Platon, Kant, Hegel usw. zuzuwenden. Er schrieb u. a. auch Bücher über Dante, Luther, Lessing und Goethe.

## „Die Gnosis“
Das Werk „Die Gnosis“ (1924) stellt neben Hans Jonas’: „Gnosis und spätantiker Geist“ (1930) eine weitere Hinführung zur gnostischen Weltsicht dar, worin Leisegang diese systematisch beginnend bei Simon Magus bis zur westlichen Gnosis der Pistis Sophia aufzeigt. Er verweist auf Querverbindungen hin zum Alten und Neuen Testament, wobei er sich auf wichtige gnostische Sekten konzentriert. Eine umfassende Studie will das Buch aber nicht sein. Auch wenn sein Gnosisbegriff – „Gnosis ist Erkenntnis des Übersinnlichen“ – von der modernen Gnosisforschung so nicht mehr geteilt wird und die Erkenntnisse der Nag-Hamadi-Forschung noch nicht vorlagen, bleibt die gestellte Frage nach dem „Bösen“, dem „gnostischen Denken“ und seinen Ausprägungen, aktuell. Seine symbolischen Herleitungen, das Verzeichnis gnostischer Fachausdrücke und seine die Quellen interpretierenden Ausführungen bleiben als Einstieg in die Gnosis wertvoll.

## Denkformen
Leisegangs Buch „Denkformen“ erschien 1928 und in einer zweiten, veränderten Auflage 1951. Er geht darin das Problem der verschiedenen, sich teilweise widersprechenden Philosophiesysteme an. Er bemerkt, dass konkurrierende Systeme nebeneinander bestehen bleiben und nicht, wie Hegel meinte, durch das Fortschreiten des Weltgeistes zu einer „Denkform“ hin überflüssig werden. Leisegang schlussfolgert, dass es verschiedene Logiken gebe und untersucht das Denken der Philosophen auf deren Logik. Leisegang schreibt zu seinem Begriff: „Unter einer Denkform verstehe ich das in sich zusammenhängende Ganze der Gesetzmäßigkeiten des Denkens“ (15). Ihm ist wichtig, dass „die Denkform mit der Weltanschauung in einem festen, organischen Zusammenhang steht“ (61). Leisegang stellt die verschiedenen Denkformbewegungen dar, indem er sich grafischer Mittel bedient. So spricht er vom „Gedankenkreis“, worunter beispielsweise die kreisförmige Bewegung des Denkens von „Einem“ zum „Allem“ und wieder von „Allem“ zum „Einen“ oder „von Leben zum Tod zum Leben“ oder auch der Beginn des Johannesprologs gemeint ist. Die grafische Zuordnung führt er weiter aus zum „Kreis von Kreisen“, der „Begriffspyramide“, der „euklidisch-mathematischen“ Denkbewegung, worunter im wörtlichen Sinne ein lineares Denken verstanden werden kann usw. Das Ergebnis seiner Studie sieht er in der immer noch aktuellen Problematik, dass eine Denkform zur eigentlichen Denkform erhoben wird: „Die großen einseitigen Weltanschauungen sind alle aus einer ungerechtfertigten Übertragung entstanden.“ (447)

## Würdigung
Anlässlich des 50. Todestages des Philosophen veranstaltete das Institut für Philosophie der Universität Jena zusammen mit dem Collegium Europaeum Jenense am 4. April 2001 ein Gedenk-Kolloquium. Von seinen Büchern sind „Die Gnosis“ und „Einführung in die Philosophie“ aufgelegt. Die Werke „Philon Index“, „Denkformen“ und „Meine Weltanschauung“ sind vergriffen. Ansatzweise wurde ihr Fehlen erkannt und Leisegangs „Denkformen“ rezipiert.

## Veröffentlichungen (Auswahl)
- Die Raumtheorie im späteren Platonismus, insbesondere bei Philon und den Neuplatonikern. Straßburg 1912
- Der Begriff der Zeit und Ewigkeit im späteren Platonismus. Aschendorff, Münster 1913
- Der heilige Geist. Band I. Teubner, Leipzig 1919
- Pneuma hagion. Der Ursprung des Geistbegriffs der synoptischen Evangelien aus der griechischen Mystik. J. C. Hinrichs, Leipzig 1922. Reprografischer Nachdruck, G. Olms, Hildesheim, New York 1970
- Die Geheimwissenschaften. Friedr. Andr. Perthes, Gotha 1922
- Die Grundlagen der Anthroposophie. Eine Kritik der Schriften Rudolf Steiners (= Zeit- und Streitfragen, hrsg. von Hans Gerber.). Hanseatische Verlagsanstalt, Hamburg 1922.
- Der Apostel Paulus als Denker. Hinrichs, Leipzig 1923
- Die Gnosis. A. Kröner, Leipzig 1924. 2. Auflage 1936. 5. Auflage, Kröner, Stuttgart 1985, ISBN 3-520-03205-8
- Philonis Alexandrini opera quae supersunt. Vol. VII auctoritate Academiae Litterarum Borussicae editum. Indices ad Philonis Alexandrini opera quae composuit Joannes Leisegang. Pars I, 1926. Pars II, 1930. Berlin 1963
- Denkformen. de Gruyter, Berlin 1928. 2. Auflage 1950
- Das allegorische Weltbild der heiligen Hildegard von Bingen. Teubner, Leipzig 1930. Studien der Bibliothek Warburg, Band 16
- Lessings Weltanschauung. Leipzig 1931
- Goethes Denken. Leipzig, 1932
- Luther als deutscher Christ. Junker und Dünnhaupt, Berlin 1934
- Das Mysterium der Schlange. In: Eranos-Jahrbuch. 1939, S. 151–250.
- Dante und das christliche Weltbild. Böhlau, Wien 1941
- Diodengalvanometer. Mathematisch-naturwissenschaftliche Dissertation, Jena 1942
- Hegel, Marx, Kierkegaard. Wissenschaftliche Editionsgesellschaft, Berlin 1948
- Zur Ethik des Abendlandes. Blaschker, Berlin 1949
- Der Gottesmensch als Archetypus. Rhein-Verlag, Zürich 1950
- Das Weltbild der heutigen Wissenschaft und Philosophie. Wichern-Verlag, Berlin-Spandau 1950
- Einführung in die Philosophie 1951. 8. Aufl. de Gruyter, Sammlung Göschen, Band 4281, Berlin, New York 1973, ISBN 3-11-004626-1
- Meine Weltanschauung. Aus dem Nachlass als Abschiedsgruss hrsg. von d. Freien Universität Berlin. Berlin, 1951

(Ausführliches Werkverzeichnis in: Klaus-M. Kodalle (Hrsg.): Philosophie eines Unangepaßten: Hans Leisegang)